# Coralliodrilus improvisus
Coralliodrilus improvisus är en ringmaskart som beskrevs av Erséus 1997. Coralliodrilus improvisus ingår i släktet Coralliodrilus och familjen glattmaskar. Inga underarter finns listade i Catalogue of Life.